# Liste der Baudenkmale in Murchin
In der Liste der Baudenkmale in Murchin sind alle denkmalgeschützten Bauten der Gemeinde Murchin (Mecklenburg-Vorpommern) und ihrer Ortsteile aufgelistet. Grundlage ist die Veröffentlichung der Denkmalliste des Landkreises Ostvorpommern mit dem Stand vom 30. Dezember 1996. 

## Baudenkmale nach Ortsteilen

### Murchin
| ID | Lage    | Bezeichnung                                  | Beschreibung                                                                                                | Bild                                         |
| -- | ------- | -------------------------------------------- | --- | -------------------------------------------- |
|    | (Karte) | ehem. Kreiskulturhaus                        | Neoklassizistisches, verputztes Kulturhaus von 1954 als typisches Beispiel des Sozialistischen Klassizismus | ehem. Kreiskulturhaus                        |
|    | (Karte) | Friedhof, Umfassungsmauer, hist. Grabzeichen | | Friedhof, Umfassungsmauer, hist. Grabzeichen |
|    | (Karte) | Kirche                                       | Kleine, verputzte, rechteckige Backsteinkirche von 1604; schlichter, barocker Kanzelaltar.                  | Kirche                                       |
|    | (Karte) | Vierpottkaten                                | | Vierpottkaten                                |
|    |         | Wohnhaus                                     | |                                              |
|    | (Karte) | Gedenkstein, Schills Scheibenstand           | | Gedenkstein, Schills Scheibenstand           |

### Lentschow
| ID | Lage    | Bezeichnung                                                                      | Beschreibung | Bild                                                                             |
| -- | ------- | -------------------------------------------------------------------------------- | ------------ | -------------------------------------------------------------------------------- |
|    | (Karte) | Gutsanlage mit rechter Scheune (gehörig zu Wohnhaus 14/15), linker Stallspeicher |              | Gutsanlage mit rechter Scheune (gehörig zu Wohnhaus 14/15), linker Stallspeicher |

### Libnow
| ID | Lage           | Bezeichnung | Beschreibung | Bild     |
| -- | -------------- | ----------- | --- | -------- |
|    | Nr. 12 (Karte) | Gutshaus    | Herrenhaus Libnow von 1862 als 1-gesch., 9-achs. Backsteinbau im gotisierenden Tudorstil mit 2-gesch. Mitteltrakt und zierlichen Ecktürmchen für Wilhelm Homeyer, in den 1970er Jahren bis 1990 Nähwerkstatt und Ferienhaus; Gutsanlage und Park in Resten vorhanden, Gut der Familien von Parsenow (bis 1792), Grafen von Bohlen bzw. von Bismarck-Bohlen und Homeyer (bis 1903), dann häufiger Besitzerwechsel. | Gutshaus |

### Pinnow
| ID | Lage           | Bezeichnung                                             | Beschreibung | Bild                                                    |
| -- | -------------- | ------------------------------------------------------- | --- | ------------------------------------------------------- |
|    | (Karte)        | Friedhof, hist. Grabzeichen und -gitter, Glockenstuhl   | | Friedhof, hist. Grabzeichen und -gitter, Glockenstuhl   |
|    | (Karte)        | Kirche                                                  | Gotischer, rechteckiger, verputzter Backsteinbau mit Feldstein gemischt von um 1400; spätere ungleichmäßige Strebepfeiler; Giebel durch Blenden gegliedert; Fenster erhielten nach Umbauten Segmentbögen; Innen: flache Balkendecke, Kanzel aus dem 16. oder 17. Jahrhundert, Altartisch von 1602, Orgel von 1847. | Kirche                                                  |
|    | (Karte)        | Kornspeicher (Nr. 36)                                   | | Kornspeicher (Nr. 36)                                   |
|    | Nr. 41 (Karte) | ehem. Pfarrgehöft, Wohnhaus, Stallscheune, Stall/Remise | | ehem. Pfarrgehöft, Wohnhaus, Stallscheune, Stall/Remise |
|    | (Karte)        | Schafstall (Nr. 35)                                     | |                                                         |

### Relzow
| ID | Lage    | Bezeichnung       | Beschreibung | Bild              |
| -- | ------- | ----------------- | --- | ----------------- |
|    | (Karte) | Gutshaus (Nr. 32) | Unsanierter, zweigeschossiger Putzbau aus der ersten Hälfte des 18. Jahrhunderts. Das Bauwerk trägt ein schlichtes Walmdach, die zeitlich späteren Flügelanbauten ein Pultdach; Nutzung durch Wohnungen. | Gutshaus (Nr. 32) |
|    | (Karte) | Vierpottkaten     | eingeschossiger Bau mit schlichtem Dach aus Schilf | Vierpottkaten     |

## Quelle
- Bericht über die Erstellung der Denkmallisten sowie über die Verwaltungspraxis bei der Benachrichtigung der Eigentümer und Gemeinden sowie über die Handhabung von Änderungswünschen (Stand: Juni 1997; PDF, 934 kB)

- Karte mit allen Koordinaten:
- OSM |
- WikiMap